# Puffin gris
Espèce
Statut de conservation UICN

 NT  : Quasi menacé
Le Puffin gris (Procellaria cinerea) ou Pétrel gris, est une espèce d'oiseaux de la famille des Procellariidae.

## Répartition et habitat
Cet oiseau vit dans l'hémisphère Sud, principalement entre le 32e et le 49e parallèle. Sa répartition s'étend des eaux subtropicales de Mai à Septembre aux eaux antarctiques de Février à Mars. Les femelles et les jeunes ont tendance à utiliser plutôt les zones subtropicales.

Répartition du pétrel gris

## Reproduction
Le Puffin gris utilise les plateaux, les pentes et les crêtes près de la mer pour nicher en colonie. Les nids sont installés sous les touffes de Poaceae ou des rochers, ce sont des cavités sinueuses pouvant atteindre 3 m de profondeur et 80 cm de diamètre. Certains individus peuvent également utiliser les terriers creusés par d'autres espèces comme le Puffin à menton blanc. Le Puffin gris partage également ses zones de nidification avec le Puffin fuligineux, le Pétrel noir ou encore le Puffinure plongeur.
Les oiseaux arrivent sur les colonies à partir de février. Comme tous les Procellaria, le Puffin gris ne pond qu'un oeuf par saison. Les mâles et les femelles couvent l'oeuf pendant 50 à 60 jours. Les poussins sont couvés pendant quelques heures puis surveillés par les parents jusqu'à 72 h après l'éclosion. L'espèce montre des signes de ségrégation sexuelle concernant les zones de recherches de nourriture pendant la période d'élevage des jeunes.

## Menaces
Le Puffin gris est menacé localement par les mammifères introduits qui prédatent les oeufs, les poussins et les adultes comme le rat brun (Rattus norvegicus) ou le Chat haret.